# 영천시의 국회의원

## 행정구역 변천
- 1945년 8월 15일 경상북도 영천군
- 1981년 7월 1일 영천읍이 영천시로 승격
- 1986년 화북면에서 화남면 분면
- 1995년 1월 1일 영천시와 영천군을 통합하여 영천시 설치

## 영천시의 역대 국회의원 일람
| 대수         | 이름             | 소속정당   | 임기                               | 선거구역                                             |
| ------------ | ---------------- | ---------- | ---------------------------------- | ---------------------------------------------------- |
| 제1대        | 정도영(鄭島榮)   | 독촉국민회 | 1948년 5월 31일 - 1950년 5월 30일  | 영천군 갑: 영천읍 청통면 신녕면 화산면 화북면        |
| 제1대        | 이범교(李範敎)   | 독촉국민회 | 1948년 5월 31일 - 1950년 5월 30일  | 영천군 을: 자양면 임고면 고경면 북안면 대창면 금호면 |
| 제2대        | 권중돈(權仲敦)   | 무소속     | 1950년 5월 31일 - 1954년 5월 30일  | 영천군 갑: 영천읍 청통면 신녕면 대창면 금호면        |
| 제2대        | 조규설(曺奎卨)   | 무소속     | 1950년 5월 31일 - 1954년 5월 30일  | 영천군 을: 자양면 임고면 고경면 북안면 화산면 화북면 |
| 제3대        | 김상도(金相道)   | 자유당     | 1954년 5월 31일 - 1958년 5월 30일  | 영천군 갑: 영천읍 청통면 신녕면 대창면 금호면        |
| 제3대        | 권중돈(權仲敦)   | 무소속     | 1954년 5월 31일 - 1958년 5월 30일  | 영천군 을: 자양면 임고면 고경면 북안면 화산면 화북면 |
| 제4대        | 김상도(金相道)   | 자유당     | 1958년 5월 31일 - 1960년 7월 28일  | 영천군 갑: 영천읍 청통면 신녕면 대창면 금호면        |
| 제4대        | 권중돈(權仲敦)   | 민주당     | 1958년 5월 31일 - 1960년 7월 28일  | 영천군 을: 자양면 임고면 고경면 북안면 화산면 화북면 |
| 제5대 민의원 | 조헌수(趙憲秀)   | 민주당     | 1960년 7월 29일 - 1961년 5월 16일  | 영천군 갑: 영천읍 청통면 신녕면 대창면 금호면        |
| 제5대 민의원 | 권중돈(權仲敦)   | 민주당     | 1960년 7월 29일 - 1961년 5월 16일  | 영천군 을: 자양면 임고면 고경면 북안면 화산면 화북면 |
| 제6대        | 이활(李活)       | 민주공화당 | 1963년 12월 17일 - 1967년 6월 30일 | 영천군 일원                                          |
| 제7대        | 이원우(李元雨)   | 민주공화당 | 1967년 7월 1일 - 1971년 6월 30일   | 영천군 일원                                          |
| 제8대        | 정진화(鄭晋和)   | 민주공화당 | 1971년 7월 1일 - 1972년 10월 17일  | 영천군 일원                                          |
| 제9대        | 정무식(鄭茂植)   | 민주공화당 | 1973년 3월 12일 - 1979년 3월 11일  | 포항시·영일군·울릉군·영천군 일원                     |
| 제9대        | 《권오태(權五台) | 무소속     | 1973년 3월 12일 - 1979년 3월 11일  | 포항시·영일군·울릉군·영천군 일원                     |
| 제10대       | 《권오태(權五台) | 무소속     | 1979년 3월 12일 - 1980년 10월 27일 | 포항시·영일군·울릉군·영천군 일원                     |
| 제10대       | 조규창(曺圭昌)   | 신민당     | 1979년 3월 12일 - 1980년 10월 27일 | 포항시·영일군·울릉군·영천군 일원                     |
| 제11대       | 염길정(廉吉正)   | 민주정의당 | 1981년 4월 11일 - 1985년 4월 10일  | 영천군·경산군 일원                                   |
| 제11대       | 박재욱(朴在旭)   | 한국국민당 | 1981년 4월 11일 - 1985년 4월 10일  | 영천군·경산군 일원                                   |
| 제12대       | 염길정(廉吉正)   | 민주정의당 | 1985년 4월 11일 - 1988년 5월 29일  | 영천시·영천군·경산군 일원                            |
| 제12대       | 권오태(權五台)   | 신한민주당 | 1985년 4월 11일 - 1988년 5월 29일  | 영천시·영천군·경산군 일원                            |
| 제13대       | 정동윤(鄭東允)   | 민주정의당 | 1988년 5월 30일 - 1992년 5월 29일  | 영천시·영천군 일원                                   |
| 제14대       | 박헌기(朴憲基)   | 무소속     | 1992년 5월 30일 - 1996년 5월 29일  | 영천시·영천군 일원                                   |
| 제15대       | 박헌기(朴憲基)   | 신한국당   | 1996년 5월 30일 - 2000년 5월 29일  | 영천시 일원                                          |
| 제16대       | 박헌기(朴憲基)   | 한나라당   | 2000년 5월 30일 - 2004년 5월 29일  | 영천시 일원                                          |
| 제17대       | 이덕모(李德摸)   | 한나라당   | 당선 무효                          | 영천시 일원                                          |
| 제17대       | 정희수(鄭熙秀)   | 한나라당   | 2005년 5월 1일 - 2008년 5월 29일   | 영천시 일원                                          |
| 제18대       | 정희수(鄭熙秀)   | 한나라당   | 2008년 5월 30일 - 2012년 5월 29일  | 영천시 일원                                          |
| 제19대       | 정희수(鄭熙秀)   | 새누리당   | 2012년 5월 30일 - 2016년 5월 29일  | 영천시 일원                                          |
| 제20대       | 이만희(李晩熙)   | 새누리당   | 2016년 5월 30일 - 2020년 5월 29일  | 영천시·청도군 일원                                   |
| 제21대       | 이만희(李晩熙)   | 미래통합당 | 2020년 5월 30일 - 2024년 5월 29일  | 영천시·청도군 일원                                   |
| 제22대       | 이만희(李晩熙)   | 국민의힘   | 2024년 5월 30일 -                  | 영천시·청도군 일원                                   |

## 같이 보기
- 경산시의 국회의원
- 청도군의 국회의원
- 대구 수성구의 국회의원
- 영천시·영천군
- 영천시 (선거구)
- 영천시·청도군